# Alex Méndez
Alexis „Alex“ Méndez (* 6. September 2000 in Los Angeles) ist ein US-amerikanischer Fußballspieler.

## Karriere

### Verein
Méndez, zweites von fünf Kindern mexikanischer Eltern, gehörte der Nachwuchsakademie von CD Chivas USA an und spielte dort unter anderem mit Ulysses Llanez und Efrain Alvarez zusammen. Nach der Auflösung der Franchise Ende 2014 folgte er seinem Jugendtrainer Brian Kleiban zu LA Galaxy. Dort durchlief er die folgenden Jahre die Nachwuchsteams und unterlag dabei 2016 (U15/16), 2017 (U17/18) und 2018 (U18/19) drei Mal in Folge in unterschiedlichen Altersklassen in Finalspielen um die landesweite Meisterschaft der Academy-Teams. Ab August 2017 lief er auch mehrfach in der United Soccer League für die Reservemannschaft von LA Galaxy auf; über zwei Spielzeiten verteilt kam der zumeist in der Mittelfeldzentrale eingesetzte Akteur zu insgesamt zwölf Einsätzen und erzielte bei seinem letzten Einsatz im Juli 2018 bei einem 5:3-Erfolg über Seattle Sounders II einen Treffer.
Im Sommer 2018 absolvierte er ein Probetraining beim deutschen Klub SC Freiburg und unterzeichnete wenig später einen ab Januar 2019 gültigen Profivertrag. Nachdem er bis Sommer 2019 für die A-Jugend in der A-Junioren-Bundesliga zum Einsatz gekommen war (12 Spiele/3 Tore), rückte er in der Sommerpause in die Freiburger Reservemannschaft auf. Er verließ den Klub aber bereits Ende Juli 2019 und unterzeichnete einen Dreijahresvertrag bei Ajax Amsterdam. Zunächst ist er für deren Reserveteam Jong Ajax in der zweitklassigen Eerste Divisie vorgesehen. Nach zwei Spielzeiten für das Reserveteam von Ajax wechselte Méndez im Sommer 2021 zum portugiesischen Erstligaaufsteiger FC Vizela.

### Nationalmannschaft
Bei der CONCACAF U-20-Meisterschaft 2018 erzielte er im Turnierverlauf acht Tore für die US-amerikanische U20-Auswahl und war damit hinter dem Mexikaner José Juan Macías zweitbester Torschütze. Méndez traf unter anderem zur 1:0-Führung in der zweiten Gruppenphase gegen Costa Rica und erzielte beide Treffer beim 2:0-Finalerfolg über Mexiko. Für seine Leistung wurde er von der technischen Studiengruppe des Turniers mit dem Goldenen Ball als bester Spieler des Turniers ausgezeichnet. Durch den Erfolg qualifizierte sich das Team auch für die U-20-Weltmeisterschaft 2019 in Polen.
Ende 2018 wurde er vom US-Verband als US Soccer Young Male Player of the Year ausgezeichnet.